# Dustin Milligan
Dustin Wallace Milligan (født 28 juli 1985 i Yellowknife) er en canadisk skuespiller.

## Udvalgt filmografi

### Film
- Perfect Romance (tv-film, 2004) - Rapper
- Hush (tv-film, 2005) - Billy
- Amber Frey: Witness for the Prosecution (tv-film, 2005) - Grocery clerk, ukrediteret
- The Long Weekend (2005) - Ed, 14- og 15-årig
- A Perfect Note (tv-film, 2005) - Ripper
- Man About Town (2006) - Unge Dooley
- Final Destination 3 (2006) - Marcus
- Slither (2006) - Drawing boy
- Eight Days to Live (tv-film, 2006) - Joe Spring
- Nostalgia Boy (kortfilm, 2006) - Nostalgia Boy
- The Butterfly Effect 2 (2006) - Trevor Eastman
- The Messengers (2007) - Bobby
- In the Land of Women (2007) - Eric Watts
- Butterfly on a Wheel (2007) - Matt Ryan
- Extract (2009) - Brad Chavez
- Eva (2010) - Lucien
- Repeaters (2011) - Kyle Halsted

### Tv-serier
- The Days (2 afsnit) - Steve Colter (2004)
- Mitt liv som död - Joey (2004)
- Andromeda - Lon in (2004)
- Da Vinci's City Hall - Chad Markowitz (2005)
- The Dead Zone - Randy (2006)
- Alice, I Think - Mark Conners (2006)
- Runaway - Henry (2006 - 2008)
- About A Girl - Stan (2008)
- Supernatural - Corbett (2008)
- 90210 - Ethan Ward (2008–09)